# Grzegorz Fitelberg
Grzegorz Fitelberg (18. oktober 1879 i Daugavpils i Guvernement Vitebsk – 10. juni 1953 i Katowice i Polen) var en polsk violinist, dirigent og komponist med jødisk baggrund. Han var medlem af Młoda Polska-gruppen sammen med kunstnere såsom Karol Szymanowski, Ludomir Różycki og Mieczyslaw Karlowicz. Hans søn var den polsk-amerikanske komponist Jerzy Fitelberg.
Fitelberg blev født i Det Russiske Kejserrige. I 1908 dirigerede han Warszawas Opera og i 1912 Wieneroperaen. Under 1. verdenskrig samarbejdede han med Ballets Russes; han dirigerede førsteopførslen af Igor Stravinskys Mavra. Fra 1921 til 1934 var han chefdirigent ved Warszawa Filharmonikerne, hvor han overdrevent fremmede ny musik. I 1935 organiserede han Polens Radiosymfoniorkester.
Den Internationale Grzegorz Fitelberg Konkurrence for Dirigenter, en af de vigtigste musikkonkurrencer i Polen, afholdes af den Schlesiske Filharmoni siden 1979.